# 中村久雄
中村 久雄（なかむら ひさお、1918年3月24日 - 2007年9月6日）は、日本の教育者。

## 経歴
福岡市に生まれ、福岡県中学修猷館在学中に、叔母である中村学園創設者中村ハルの養子となる。
1935年、修猷館を卒業し、旅順工科大学に入学。予科を経て大学本科電気科に進学するが、結核を発病し、療養のため1940年に中退する。
結核が治癒した後、1944年2月、日本発送電に入社し、1951年5月、電気事業再編成に伴い九州電力に引き継がれる。
1956年12月、九州電力を退職し、1957年4月、中村学園理事、中村栄養短期大学（現・中村学園大学短期大学部）事務局長に就任。1971年9月、中村学園理事長、中村料理学院（現・中村調理製菓専門学校）理事長に就任。
1993年、中村学園理事長を長男の中村量一に委ね退任する。